# Heterotropus
Heterotropus (лат.) — род двукрылых, единственный в составе подсемейства Heterotropinae  Evenhuis, 1990 из семейства жужжал (Bombyliidae). Известно около 45 вида. Встречается в Палеарктике и Афротропике.

## Описание
Мухи жужжала мелких размеров: длина тела около 4 мм. Синапоморфии таксона: тергальный фулкрум отсутствует; гипандрий крупный; гонококситы раздельные, соединяются только через гипандрий; дистифаллус трёхгранный; гоностилус состоит из дорсального и латерального плеча; личинки свободноживущие, с задними дыхальцами, расположенными переднедорсально на конечном сегменте брюшка. Жгутик с одним или двумя члениками, щупики состоят из одного сегмента. М2 присутствует; анальная ячейка закрыта. Глаза самца голоптические. Пропрестернум грушевидный; препрококсальный киль и преанальные щетинки отсутствуют; анэпимерон, латеротергит и медиотергит голые.

## Классификация
Включает около 45 видов. Ранее полифилетическое подсемейство Heterotropinae включало ещё роды Caenotus и Prorates, перенесённые в Caenotinae и Proratinae из семейства Scenopinidae, а также род Apystomyia (Hilarimorphidae или отдельное Apystomyiidae).
- Heterotropus aegyptiacus
- Heterotropus albidipennis
- Heterotropus ammophilus
- Heterotropus apertus
- Heterotropus arenivagus
- Heterotropus atlanticus
- Heterotropus bisglaucus
- Heterotropus boundariei
- Heterotropus chivaensis
- Heterotropus desertus
- Heterotropus diamantis
- Heterotropus elephantinus
- Heterotropus emelijanovi
- Heterotropus fulvipes
- Heterotropus gilvicornis
- Heterotropus glaucus
- Heterotropus gracilis
- Heterotropus griseus
- Heterotropus gussakovsiji
- Heterotropus hohlbecki
- Heterotropus indicus
- Heterotropus israeliensis
- Heterotropus kaplanae
- Heterotropus kazanovskyi
- Heterotropus kiritshenkoi
- Heterotropus longitarsus
- Heterotropus maculatissimus
- Heterotropus maculiventris
- Heterotropus magnirostris
- Heterotropus maroccanus
- Heterotropus mongolicus
- Heterotropus monticola
- Heterotropus munori
- Heterotropus nigrinanus
- Heterotropus nigritarsis
- Heterotropus nigrithorax
- Heterotropus normalipes
- Heterotropus pallens
- Heterotropus posthos
- Heterotropus pyrus
- Heterotropus repeteki
- Heterotropus sabulosus
- Heterotropus stigmaticus
- Heterotropus stuckenbergi
- Heterotropus sudanensis
- Heterotropus sulphureus
- Heterotropus taurus
- Heterotropus trotteri
- Heterotropus xanthothorax
- Heterotropus zarudnyi
- Heterotropus zimini